# Първо търновско въстание
Първото търновско въстание е надигане срещу Османската империя през 1598 година, по време на Дългата война.

## Исторически контекст
Изминалият 16 век в историята на българското землище е белязан от демографски и социално-икономически просперитет. Това се подкрепя от специализирано изследване на българския историк Христо Матанов.  За това състояние спомага и т.нат. колумбов обмен с навлизането в бита на населението на нови селскостопански култури. Често този век е наричан и Великолепния век. През този век няма значими антиосмански въстания, освен няколко локални надигания и недоволства.

## Идеологически контекст
След превземане на Константинопол от османците започва нова епоха в европейската история. Това историческо събитие прави покъртително впечатление на средновековния човек по това време на европейския континент. Турски страх е обхванал почти цяла Европа, като в периода от 1480 до 1610 г. са отпечатани два пъти повече книги за турската заплаха за Европа, отколкото такива за откриването на Новия свят. 
XVI век е векът на утвърждаването на новата Руска държавност като европейска, а и като световна сила посредством отпочналото завладяване на Сибир. По времето на Иван Грозни е прогласено създаването на Руско царство. Идеологическа опора за подобна легитимност се търси от Новия Рим, посредством концепцията за един нов но вече Трети Рим. За придобиването на тази легитимност огромна роля изиграва един потомък на старите византийски династии, а и на Асеневци – Михаил Кантакузин Шейтаноглу като архонт на Константинопол, който сваля и издига вселенски патриарси. В крайна сметка с признаването статута на патриаршия на Руската православна църква от Светия синод на Вселенската патриаршия през 1589 г. този процес приключва, въпреки настъпилото междувременно смутно време. В българските земи този процес е отразен от фолклора с легендата за дядо Иван. Руската държавност получава светска и църковна книжнина от българските земи, а българите са отдавна загубили своето Царство. 
Влашкият войвода Михаил Витязул е лично посочен и издигнат за княз от сина на Шейтаноглу – Андроник Кантакузин, който бил начело на едната от двете партии в Константинопол. 

## Събитията
След убийството на великия везир Соколлу Мехмед паша, и при управлението на султан Мурад III, значително се увеличава корупцията. Подкупите, шуробаджанащината и връзкарството се превърнали в норма в Константинопол и османското управление като цяло. Всичките тези социални явления, в съчетание с нарасналата роля на институцията Валиде султан провокирали общобалканско и в частност българското народно недоволство. 
Предходно се разразяват цяла поредица антиосмански въстания в периферията, преди да избухне въстанието в емблематичния общобългарски център от времето на Втората българска държава, а това са банатска буна, химарско въстание и херцеговинско въстание. През март 1595 г. 2000 волни хайдути (българи и расци, според сведенията) нападат София, която е столицата на Османска Румелия.  През лятото на 1596 г. в Северна България е изградена обширна тайна организация. Нейните водачи разгръщат широка пропаганда сред населението, подтиквайки го на борба с османците.
Непосредствен повод за избухване на Първото търновско въстание е успешния поход на влашкия княз Михай Витязул южно от Дунав на 10 септември 1598 г., като много българи се възползват от османските неуспехи и започват действия в подкрепа на християнските съюзници. Заверата е предварително и старателно подготвена, като в нея се включили 4-ма владици на Търново, Шумен, Ловеч и Пловдив, 12 търновски свещеника и още 18 видни миряни и местни нотабили. Малко по-късно за успеха на делото се заклели още 23-ма свещеници и 40 първенци-миряни. Всички те се клели над евангелието в една търновска черква – за успеха на общото дело.  Въстанието се ръководи от една тройка в лицето на никополския търговец Тодор Балина, търновския архиепископ Дионисий Рали и дубровнишкия търговец Павел Джорджевич (с подкрепата на своите съграждани братя Соркочевичи), като за цар бил обявен мнимия потомък на последната българска династия Шишман III. В началото на 1597 г. тримата водачи и заговорници посетили в Прага император Рудолф II. 
Сигнал за начало на въстанието било нахлуването на Михаил Витязул на юг от Дунав при Никопол на 10 септември 1598 г. Близо 16 хил. българи били преселени и оземлени във Влашко след като били отвлечени от родните им места. Хронологията на точните събития по въстанието е противоречива, но със сигурност неуспеха му се дължи най-вече на недоверието между въстаниците и влашкият владетел.  В разгара на въстанието в Търново се събират около 12 хил. души, но още през същата година въстанието е потушено от османската армия.  След разгрома на въстанието около 50 000 български семейства търсят спасение на север от река Дунав, основно във Влашко, което като цяло се отразило изключително неблагоприятно както на българските земи, така и на стопанството им. 

## Последвали събития
Въпреки разправата, въстаническите действия продължават с друго антиосманско въстание – в Тесалия и завършват с Въстание в Янина.